# 亞歷山大·辛欽
亞歷山大·雅科夫列維奇·辛欽（俄语：Алекса́ндр Я́ковлевич Хи́нчин，法語：﹐英語：，1894年7月19日—1959年11月8日），前蘇聯數學家，是蘇聯概率論學派的重要奠基人之一。

## 生平
辛欽生於俄羅斯帝國卡盧加州孔德羅沃，他的父親是一名工程師。辛欽高中時就對數學產生了濃厚的興趣。1911年辛欽高中畢業，同年他考上了莫斯科大學，並成為了盧津學派的首批學員。1916年辛欽從莫斯科大學畢業並留從事研究工作。幾年後他開始在莫斯科和伊萬諾沃的多所大學裡教學。1927年辛欽成為了莫斯科大學的教授。1935年時辛欽曾短暫離開莫斯科，來到了薩拉托夫國立大學，1937年辛欽就回到了莫斯科大學。

## 學術研究
1916至1922年間，辛欽發表的論文都專注於函數的測度理論（英語：Measure theory of functions），並推廣了当茹瓦積分。
辛欽被認為是是現代概率論的創始人。1923至1925年間，辛欽把函數測量論中（Metric theory of functions）的研究方法運用到了概率論和數論上，於1924年發明了重對數律（英語：law of iterated logarithms）。其後，辛欽創立了平稳過程的基本理論。
辛欽對丟番圖逼近的測量論（英語：metric theory of Diophantine approximations）和正規實連分數（英語：simple real continued fractions）作出了重要貢獻，並發現了連分數的一個重要定律和與之相關的辛欽常數。辛欽在1936年出版了《連分數》，這本書於1949年再版。書中有三個章節，前兩章節討論連分數的經典理論，第三章節包含了辛欽自己在丟番圖逼近上的研究。辛欽在數論的另一著作是《數論中的三顆珍珠》，這本書的英譯本於1952年出版。
辛欽也出版了幾本統計物理學的重要著作，例如1943年出版的《統計力學的數學原理》和1951年出版的《量子統計學的數學基礎》，後者是前者的延續。《量子統計學的數學基礎》的德譯本於1956年出版，英譯本於1960年出版。除了統計物理學以外，辛欽還有信息理論、排隊論和數學分析方面的著作。

## 獎項
1939年辛欽當選為蘇聯科學院院士，1940年獲得史達林獎（該獎在史達林逝世後改名為蘇聯國家獎）。

## 著作
- 《概率論的基本定律》（英語：Basic Laws of Probability Theory）
- 《連分數》（英語：Continued Fractions）
- 《數論中的三顆珍珠》（英語：Three Pearls of Number Theory）
- 《統計力學的數學原理》（英語：Mathematical Principles of Statistical Mechanics）
- 《量子統計學的數學基礎》（英語：Mathematical Foundations of Quantum Statistics）
- 《信息理論的數學基礎》（英語：Mathematical Foundations of Information Theory）[1]

## 外部連接
- . 數學譜系計畫.   [2018-07-30]. （原始内容存档于2020-08-04）.
- . 澳大利亞國家圖書館.   [2018-07-30]. （原始内容存档于2019-06-05）.